# Código de área 360

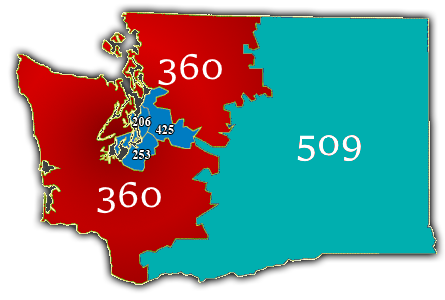
Mapa de los códigos de área de Washington.

360 es el código de área estadounidense para la parte occidental del estado de Washington a excepción del área metropolitana de Seattle. Entró en servicio el 15 de enero de 1995. El área, que abarca todo el oeste de Washington sin la zona urbana de los condados de King, Pierce y Snohomish y la ciudad de Bainbridge Island, anteriormente formaba parte del código de área 206. Los códigos de área 360 y 334 (Alabama), que entraron en servicio en el mismo día, fueron los dos primeros códigos de área del North American Numbering Plan (NANPA) con un dígito central distinto de 0 o 1.
El área está compuesta actualmente por dos secciones desconectadas. La porción sur, la más grande, se extiende desde el estrecho de Juan de Fuca hasta la frontera de Oregón, mientras que la parte norte se extiende desde la frontera con Columbia Británica (Canadá) hasta Everett. Esta configuración inusual se dio cuando los residentes de varias zonas de la periferia de Seattle se quejaron de que ya no se conectaban con el código 206. En respuesta, la operadora de telefonía US West los puso de nuevo en la 206, una medida que aceleró la división que situó la mayor parte del cinturón suburbano de Seattle en las áreas 253 y 425 dos años más tarde. Es una de las pocas áreas no contiguas del NANPA, junto a la 706 en Georgia, la 423 en Tennessee y la 386 en Florida, cada una de ellas resultado de una escisión que estaba en medio de una zona anteriormente contigua.
Entre los pueblos y ciudades incluidos en el código de área 360 se encuentran:
- Aberdeen
- Anacortes
- Arlington
- Bellingham
- Bremerton
- Burlington
- Camas
- Centralia
- Chehalis
- Enumclaw
- Ferndale
- Kelso
- Longview
- Marysville
- Mount Vernon
- Oak Harbor
- Olympia
- Point Roberts[N 1]
- Port Angeles
- Port Orchard
- Port Townsend
- Poulsbo
- Raymond
- Shelton
- Silverdale
- Snohomish
- South Bend
- Stanwood
- Vancouver
- Washougal
- Whidbey Island
- Yelm

En 1999, la totalidad del área 360 se superpuso a la 564, pero su aplicación se retrasó por orden de la Comisión de Transportes y Servicios Públicos de Washington, que preveía que la oferta de números de la 360 se agotaría en 2017. El cambio fue aprobado en mayo de 2016, con la implementación del nuevo código de área prevista para 2017.